# Agonum marginatum
Agonum marginatum es una especie de escarabajo del género Agonum, familia Carabidae. Fue descrita científicamente por Linnaeus en 1758.
Esta especie se encuentra en toda Europa, África del Norte, Siberia, Asia occidental, así como en islas Canarias, Azores y Madeira.